# Норваш-Шигали
Норва́ш-Шига́ли (чув. Нӑрваш Шӑхаль) — село в Батыревском районе Чувашской Республики России. Административный центр Норваш-Шигалинского сельского поселения.

## История
В годы Гражданской войны в России село некоторое время было под контролем белых.

## Население
| 2010 | 2012  |
| ---- | ----- |
| 1092 | ↗1224 |

## Известные люди
- Исаев, Юрий Николаевич (род. 1969) — российский учёный-языковед; организатор науки; государственный, профсоюзный и политический деятель.
- Калентьева, Ирина Николаевна — бронзовый призёр XXIX летних Олимпийских игр в Пекине по маунтинбайку (кросс-кантри).
- Чекушкин, Владимир Иванович (род. 1936) — советский и российский учёный.
- Юрату, Альбина Васильевна (род. 1959) — чувашская поэтесса, заслуженный работник культуры Чувашской Республики.
- Раиса Сарби — чувашская поэтесса

## Русская православная церковь
Православный приход Храма святителя Николая с. Норваш-Шигали Батыревского благочиния Алатырской епархии Чувашской митрополии Русской православной церкви (Московский Патриархат).